# Jules Girardet
Jules Girardet (Versailles, 10 aprile 1856 – Parigi, gennaio 1938) è stato un pittore francese.

## Biografia
Figlio dell'incisore Paul Girardet e di Louise Sandoz, studiò all'École des Beaux-Arts di Parigi, allievo di Alexandre Cabanel. Già pittore di soggetti orientali, si dedicò successivamente ai temi storici e ai ritratti, ottenendo un premio al Salon di Parigi del 1881 e una medaglia d'argento all'Exposition universelle del 1889.
Praticò, oltre alla pittura a olio e all'acquerello, anche l'affresco, dipingendo Le pont de Thielle défendu par le Chevalier Bailloz nella sala del Gran Consiglio di Neuchâtel. Tra i suoi quadri, La déroute de Cholet, octobre 1793, al musée d'Art et d'Histoire di Cholet, Louise Michel parlant aux communards e L'arrestation de Louise Michel, al musée d'Art et d'Histoire di Saint-Denis.
Furono pittori anche i fratelli Eugène e Léon Girardet.